# ایوا کاتهاوس
ایوا کاتهاوس (انگلیسی: Eva Kotthaus؛ زادهٔ ۱۹ مهٔ ۱۹۳۲) بازیگر تئاتر، و بازیگر سینما اهل آلمان است.
از فیلم‌ها یا برنامه‌های تلویزیونی که وی در آنها نقش داشته‌است می‌توان به وداع با اسلحه، داستان راهبه و درک اشاره کرد.
وی همچنین برندهٔ جوایزی همچون جایزه فیلم آلمان شده‌است.